# 肃草
肃草（学名：Roegneria stricta）为禾本科鹅观草属下的一个种。